# Parade amoureuse (Picabia)
Parade amoureuse est un tableau de l'artiste français Francis Picabia, réalisé en 1917.

## Description
Parade amoureuse est une peinture à l'huile. 

## Historique
Francis Picabia peint Parade amoureuse en 1917. Ce tableau fait partie des premières œuvres mécaniques de Picabia. Le titre de la toile est en totale contradiction avec l'agencement de machines représentées.